# Buford (Schiff, 1890)
Die Buford war ein Passagierschiff, welches von 1898 bis 1919 als Transportschiff der United States Army eingesetzt wurde. Gebaut worden war das Schiff im Jahr 1890 für die Atlantic Transport Line, bei der es von 1890 bis 1898 unter britischer Flagge als Mississippi in Fahrt war. Buford wurde im Philippinisch-Amerikanischen Krieg eingesetzt und erlangte mediale Aufmerksamkeit, als sie im Jahr 1919 zur Abschiebung von 249 „unerwünschten Personen“ nach Sowjetrussland verwendet wurde.

## Geschichte
Das Schiff wurde als Mississippi von Harland & Wolff in Belfast, Irland, für die Atlantic Transport Line, Baltimore, gebaut. Obwohl sie sich in amerikanischem Eigentum befand, fuhr sie unter britischer Flagge, da dies nach den Schifffahrtsgesetzen jener Zeit wirtschaftliche Vorteile brachte. Die Mississippi lief am 29. August 1890 vom Stapel und trat am 28. Oktober 1890 von London aus ihre Jungfernfahrt an. Ihr erster Kapitän war Hamilton Murrell, der „Held der Danmark-Katastrophe“, der ein Jahr zuvor 735 Menschen von dem sinkenden dänischen Passagierschiff Danmark gerettet hatte.
Im ersten Jahr ihrer Dienstzeit befuhr die Mississippi die Strecke zwischen London, Swansea, Philadelphia und Baltimore. Im Januar 1892 wurde die Mississippi auf die Route London–New York verlegt, die sie befuhr, bis sie am 24. Juni 1898 von der U.S. Army gekauft und als Armeetransportschiff (USAT) im Spanisch-Amerikanischen Krieg in der Karibik eingesetzt wurde. Die Mississippi erhielt am 5. Juli 1898 die Nummer „25“. Sie fuhr jedoch bis zum 2. März 1899 unter ihrem bisherigen Namen, bis sie offiziell in USAT Buford umbenannt wurde. Die Namensgebung erfolgte zu Ehren von General John T. Buford, einem Kavallerieoffizier der Nordstaaten und Helden der Schlacht von Gettysburg im amerikanischen Bürgerkrieg.
Am 28. Mai 1900 lief die Buford in den Marinewerften der Newport News Ship-Building Company ein, um als Truppentransporter für den Dienst zwischen den Vereinigten Staaten und den Philippinen umgerüstet zu werden. Zwei der ursprünglich vier Masten wurden entfernt. Nach Ende der Werftliegezeit im November desselben Jahres nahm die Buford den regulären Dienst auf der Pazifikroute von San Francisco nach Honolulu und Guam mit Zwischenstopp in Manila und Rückkehr über Nagasaki und Honolulu auf.
Am Mittwoch, dem 18. April 1906, um 5.12 Uhr befand sich die Buford in San Francisco, als sich das große Erdbeben von 1906 ereignete. Um den um sich greifenden Bränden zu entgehen, wurde sie von der Pier in die Bucht geschleppt. Dort diente sie mit anderen Transportschiffen als provisorisches Lager für Versorgungsgüter, die auf dem Seeweg in die zerstörte Stadt kamen.
Im September 1906 wurde die Buford zur Rettung von über 600 Passagieren und Besatzungsmitgliedern der Mongolia beordert, die bei den Midwayinseln auf Grund gelaufen und Leck geschlagen war. Bevor die Buford bei dem Havaristen eintraf, hatte die Besatzung der Mongolia sie bereits selbst frei bekommen. Die beiden Kapitäne hielten es jedoch für ratsam, die Passagiere auf die Buford zu übernehmen. Um die sichere Ankunft der Besatzung der Mongolia sicherzustellen, begleitete die Buford das Schiff während der fünftägigen Rückfahrt nach Hawaii.
In den Jahren 1907 und 1911 war die Buford an Hilfsmissionen zur Bekämpfung der Hungersnot in China beteiligt. In den Jahren 1912 bis 1916 war sie am Transport sowohl von  Flüchtlingen wie von Truppen während der mexikanischen Revolution beteiligt. Nach Ausbruch des Ersten Weltkriegs 1914 brachte die Bulford Amerikaner, die vor den Kämpfen in Europa fliehen wollten, in ihre Heimat.
Im Dezember 1918 wurde die Buford einer weiteren Umrüstung unterzogen, um sie für den Heimtransport von amerikanischer Truppen vorzubereiten. Am 14. Januar 1919 wurde sie der U.S. Navy übergeben, am nächsten Tag als USS Buford (Kennung 3818) in Dienst gestellt und für Truppentransporte eingesetzt. Sie unternahm vier Fahrten zwischen den Vereinigten Staaten und Frankreich und brachte über 4.700 Soldaten nach Hause. Sie unternahm ferner eine Fahrt in die Panamakanalzone, bevor sie am 2. September 1919 von der Marine außer Dienst gestellt und an den Transportdienst der U.S:Army zurückgegeben wurde.

## Deportation politisch unerwünschter Personen

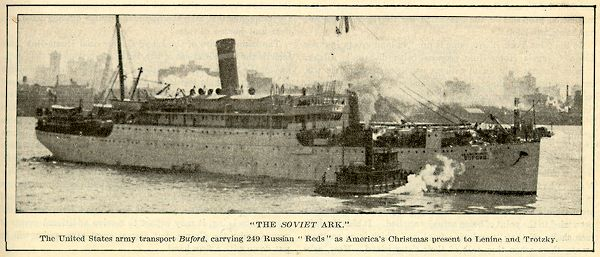
USAT Buford mit „Amerikas Weihnachtsgeschenk für Lenin und Trotzki“

Von der Presse „Die rote Arche“ genannt, wurde die Buford am 20. Dezember 1919 verwendet, um 249 unerwünschte, verdächtige Personen, die im Zusammenhang mit den Palmer Raids verhaftet worden waren, von New York aus nach Sowjetrussland abzuschieben. Die Deportierten waren überwiegend russische Anarchisten, darunter Emma Goldman und Alexander Berkman.

### Hintergrund
In der Phase der First Red Scare (Angst vor den Roten) in den Jahren 1919/1920 ersetzte nach der Russischen Revolution die antibolschewistische Stimmung schnell die antideutsche Stimmung der Jahre des Ersten Weltkriegs. Befürchtet wurde ein bevorstehender Versuch, die Regierung der Vereinigten Staaten zu stürzen und ein neues Regime nach dem Vorbild der Sowjets zu errichten. In dieser Atmosphäre wurden sowohl radikale Ansichten als auch gemäßigte Meinungsverschiedenheiten oft als unamerikanisch oder subversiv bezeichnet: Dazu zählte auch die Befürwortung von Arbeitnehmerrechten und jede Diskussion über das amerikanische Regierungssystem.
Das Spionagegesetz von 1917 stellte es unter Strafe, den Einsatz oder den Erfolg der Streitkräfte der Vereinigten Staaten zu beeinträchtigen. Es kriminalisierte effektiv jede Handlung oder Äußerung, die die vollständige Erfüllung der Wehrpflicht in Frage stellte. Eugene V. Debs, ein fünfmaliger Präsidentschaftskandidat, wurde auf der Grundlage dieses Gesetzes verurteilt und verbüßte 3 Jahre einer 10-jährigen Haftstrafe, bevor Präsident Warren G. Harding ihn am Weihnachtstag 1921 begnadigte. Emma Goldman und Alexander Berkman wurden ebenfalls auf der Grundlage des Spionagegesetzes verurteilt und schließlich abgeschoben. Das Einwanderungsgesetz von 1918 verweigerte die Einreise in die USA und erlaubte die Deportation von Nicht-Staatsbürgern, „die nicht an eine organisierte Regierung glauben oder gegen diese sind“.

### Deportationsreise

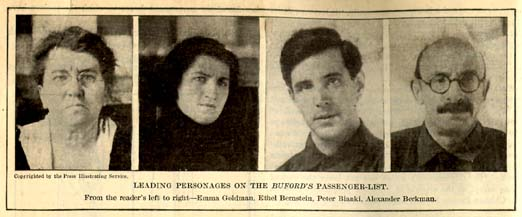
Prominente „Passagiere“ der Buford auf der Deportationsreise: Emma Goldman, Ethel Bernstein, Peter Bianki, Alexander Berkman

Am Sonntag, dem 21. Dezember 1919, verließ die Buford den New Yorker Hafen um 6 Uhr morgens mit 249 „Unerwünschten“ an Bord. Sie fielen aufgrund ihrer Taten, ihrer Äußerungen oder ihrer Mitgliedschaft in einer Organisation unter die gesetzliche Definition der Anarchisten im Einwanderungsgesetz von 1918. Alle erfüllten die Anforderung des Gesetzes, da sie „glaubten, dass keine Regierung besser für die menschliche Gesellschaft sei als irgendeine Regierung“. Die New York Times nannte die Gruppe die Russischen Roten (Russian Reds). Nicht alle Deportierten waren unglücklich darüber, dass sie die Vereinigten Staaten verlassen mussten. Die meisten waren alleinstehend, nur wenige wurden von ihren Familien getrennt, und einige erhofften sich eine bessere Zukunft im neuen Sowjetrussland.
Vierundzwanzig Stunden nach dem Auslaufen öffnete der Kapitän der Buford versiegelte Befehle, um Näheres über den Auftrag zu erfahren. Sein endgültiges Ziel wurde ihm erst in Kiel, wo er auf Reparaturen wartete und einen deutschen Lotsen anheuerte, der das Schiff durch die Minenfelder in der Ostsee führen sollte, die trotz der Kapitulation Deutschlands ein Jahr zuvor noch nicht geräumt worden waren. Vorgesehen war, die Deportierten in Lettland an Land zu setzen. Das Außenministerium hatte jedoch Schwierigkeiten, dies zu arrangieren. So fiel die Wahl schließlich auf Finnland, obwohl sich das Land im Krieg mit Sowjetrussland befand.
Ein Aufsichtsbeamter der Einwanderungsbehörde überwachte an Bord den ordnungsmäßigen Vollzug der Abschiebung. Im Gegensatz zu seinen beiden berühmtesten Schützlingen berichtete er später von wenig Konflikten. Eine 58 Mann starke Abteilung von Marinesoldaten mit vier Offizieren sorgte für Ruhe und Ordnung auf der Reise. Zudem waren an die Besatzung der Buford Pistolen verteilt worden.
Die Buford erreichte Hanko, Finnland, am Freitag, dem 16. Januar 1920, um 16.25 Uhr. Unter großen Sicherheitsvorkehrungen wurden die 249 Abgeschobenen an Land gebracht. Das Schiff trat am 20. Januar seine Rückreise an.
In der amerikanischen Presse wurde diese Deportation mit der Buford überwiegend mit Begeisterung aufgenommen. Der Cleveland Plain Dealer schrieb: „Es ist zu hoffen und zu erwarten, dass andere Schiffe, die größer und komfortabler sind und ähnliche Ladungen befördern, ihr [der Buford] folgen werden.“

## Spätere Verwendungen
Am 5. August 1920 brachte die Buford die Asche des puerto-ricanischen Patrioten Ramon Emerterio Betances nach San Juan zurück.
Am 2. Mai 1921 rettete die Buford 65 Passagiere und Besatzungsmitglieder von dem japanischen Dampffrachter Tokuyo Maru, der 60 Meilen südwestlich der Mündung des Columbia River vor Tillamook Head, Oregon, Feuer gefangen hatte und brannte.
Mitte 1922 führte die Buford als eine ihrer letzten Aufgaben als US-Transporter eine Inspektionstour zu den Außenposten der Army im Nordwesten und in Alaska durch.
Anfang 1923 wurde die Buford an die Alaskan Siberian Navigation Company in San Francisco verkauft. Am 20. Juli stach das Schiff in See, um mit einer Delegation der Handelskammer San Franciscos Geschäftsmöglichkeiten und Märkte in Alaska und Sibirien zu erkunden. Bei einem Zwischenstopp in Seattle schloss sich ein junger Reporter der Gruppe an, bei dem es sich um den später bekannt gewordenen Elwyn Brooks White handelte.

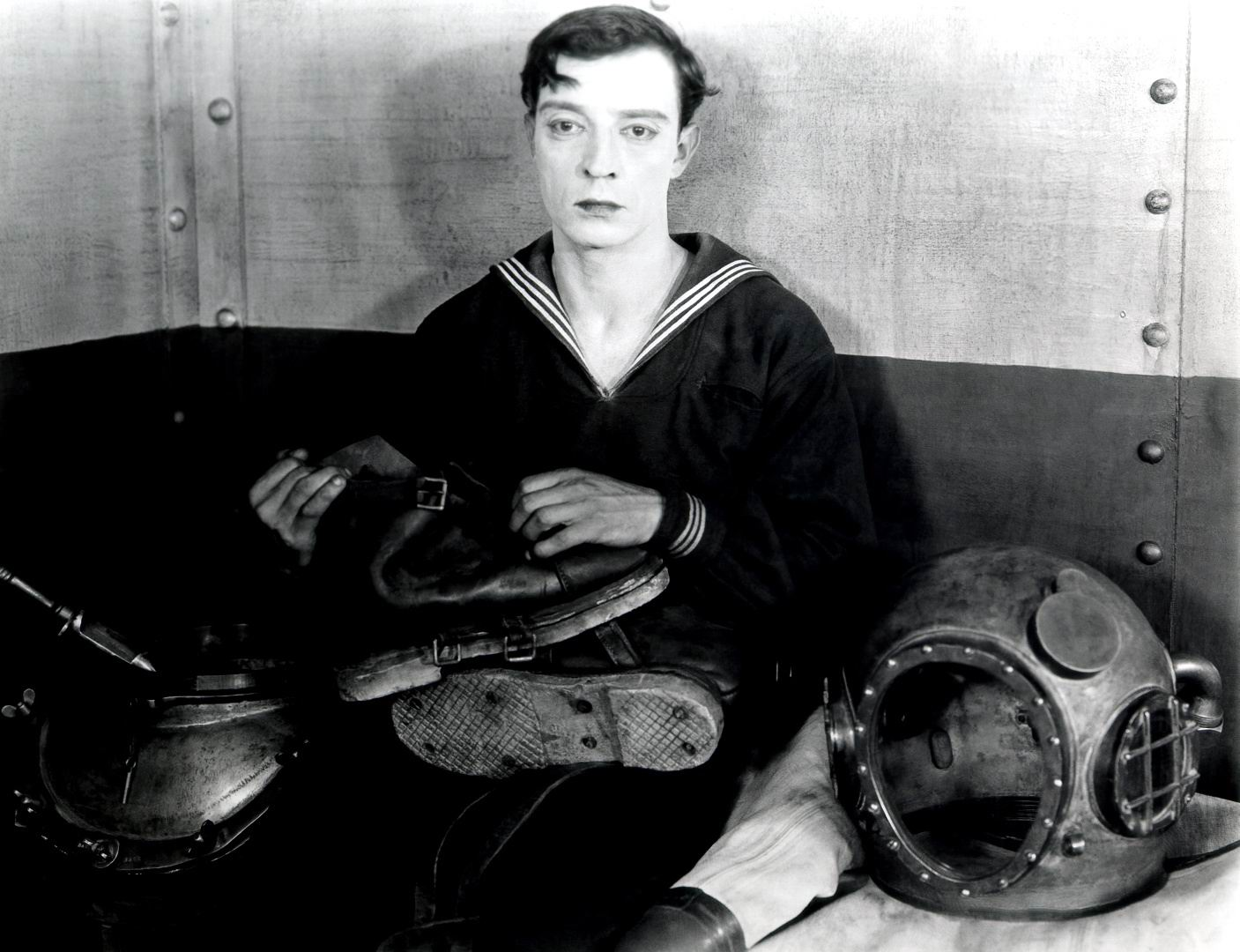
Buster Keaton in „The Navigator“

Nach einer Reise in die Südsee wurde die Buford 1924 von dem Stummfilmkomiker Buster Keaton für drei Monate gechartert, um als Hauptkulisse für seinen Film „The Navigator“ zu dienen. Nach diesem Moment im Rampenlicht geriet die Buford in einen Dornröschenschlaf und tauchte gelegentlich in Zusammenhang mit finanziell zweifelhaften Machenschaften auf.
Am 25. Februar 1929 wurde berichtet, dass die Buford in Yokohama, Japan, abgewrackt werden sollte. Am 11. Mai 1929 verließ sie Los Angeles unter amerikanischer Flagge mit Kurs auf ihr endgültiges Schicksal.